# توريخون دي أردوز
توريخون دي أردوز هي مدينة في إسبانيا، تقع في منطقة مدريد، بلغ عدد سكانها 123,761  نسمة وذلك حسب إحصائيات سنة 2013، عاصمتها توريخون دي أردوز ‏، تبلغ مساحتها 32.49 ميل مربع (84.1 كـم2)، رمزها البريدي هو 28.850.

## الموقع
تشترك في الحدود مع:
- أجالفير
- باراسويلوس دي جاراما
- سان فرناندو دي هيناريس
- ألكالا دي إيناريس
- Daganzo de Arriba [الإنجليزية]‏.

## مدن توأم
المدن التوأم:
- ووهو (منذ 9 أغسطس 1999)
- بئر كندوز.[9]

## أعلام
- أنطونيو غوزمان نونيز
- ديفيد أدوغار
- كين
- بيلار روبيو
- داني بونسي
- ماتيو مورال